# Kekheretnebti
Kekeretnebti je bila princeza drevnoga Egipta, kći faraona Djedkare Isesija. Živjela je tijekom 5. dinastije. 

## Životopis
Kekeretnebti je bila kći Džedkare i nepoznate kraljice, možda Meresank IV. Bila je sestra princeze Hedžetnebu te joj je bila slična. Bila je također sestra princeze Mereret-Isesi, princeze Nebtiemneferes i princa Isesi-anka.
Nije poznato tko je bio Kekeretnebtin suprug, ali je imala kćer Tisethor.
U vrijeme svoje smrti, Kekeretnebti je imala oko 30 godina. Bila je dosta vitka.

## Grobnica
Kekeretnebti je pokopana u mastabi u Abusiru, jugoistočno od pogrebnoh hrama svoga oca. Pronađen je njezin kostur, koji je uspoređen s onim koji pripada Hedžetnebu. Vjeruje se da je Kekeretnebti umrla iznenadnom smrću, jer je njezin prizor u grobnici - Kekeretnebti gleda divlje životinje - nedovršen.

## Vanjske poveznice
|  | Zajednički poslužitelj ima još gradiva o temi Kekheretnebti |